# Xung đột biên giới Việt Nam–Campuchia (1975–1978)
Xung đột biên giới Việt Nam–Campuchia (1975–1978) để chỉ những xung đột quân sự và những cuộc tấn công vào thường dân giữa Việt Nam và Campuchia trong giai đoạn 1975 - 1978. Hậu quả của các chuỗi xung đột này là cuộc Chiến tranh biên giới Tây Nam diễn ra vào đầu năm 1979.

## Khởi đầu
Sau Chiến tranh Việt Nam, Việt Nam và Campuchia xuất hiện nhiều mâu thuẫn. Tranh chấp và xung đột biên giới xảy ra liên tục trong các năm 1977 và 1978, nhưng cuộc xung đột thực ra đã bắt đầu ngay sau khi Sài Gòn thất thủ.
Ở An Giang, từ ngày 02 tháng 5 năm 1975, quân Khmer Đỏ ngày nào cũng dùng súng cối, pháo bắn vào nội địa ở Tịnh Biên.
Ngày 4 tháng 5 năm 1975, một toán quân Khmer Đỏ đột kích đảo Phú Quốc.
Ngày 7/5/1975 và 19/5/1975,  Khmer Đỏ tiến công vào các xã Vĩnh Gia (Tịnh Biên) và Vĩnh Xương (huyện Phú Châu).
Ngày 10 tháng 5 năm 1975, Khmer Đỏ dùng tàu đổ bộ LSM và 3 tàu PCF đưa quân đánh chiếm đảo Thổ Chu, bắt hơn 500 người dân Việt Nam trên đảo đưa về Campuchia và tàn sát toàn bộ. Ngày 27 tháng 5 năm 1975, hải quân nhân dân Việt Nam giải phóng đảo Thổ Chu.
Trận đánh ở Phú Quốc làm nước Cộng hòa xã hội chủ nghĩa Việt Nam mới thành lập lo ngại, vì cùng thời gian đó, quan hệ Việt Nam và Trung Quốc đang xấu đi. Mối lo ngại này càng tăng thêm vì sự hiện diện của cố vấn Trung Quốc ở Campuchia và Trung Quốc tăng cường viện trợ quân sự cho lực lượng vũ trang Khmer Đỏ.
Tiếp theo cuộc đột kích vào các đảo Thổ Chu và Phú Quốc, bên cạnh nhiều cuộc đột kích nhỏ, Khmer Đỏ tiến hành hai cuộc xâm nhập quy mô lớn vào Việt Nam.

## Phát triển

### Đợt tấn công thứ nhất
Đợt tấn công lớn đầu tiên diễn ra vào tháng 4 năm 1977. Quân chính quy Khmer Đỏ tiến sâu 10 km vào lãnh thổ Việt Nam, chiếm một số vùng ở tỉnh An Giang và tàn sát một số lớn dân thường. Đêm 30/04/1977, Khmer Đỏ đồng loạt tấn công vào 14 xã biên giới An Giang, tàn sát dân thường.
Mấy tháng sau, ngày 25 tháng 9 cùng năm, 4 sư đoàn quân Khmer Đỏ đánh chiếm nhiều điểm ở các huyện Tân Biên, Bến Cầu, Châu Thành (tỉnh Tây Ninh), đốt phá 471 ngôi nhà, làm gần 800 người dân bị giết, bị thương hoặc mất tích.
Đến cuối năm 1977, tỉnh biên giới An Giang được đặt trong trạng thái chiến tranh.
Để trả đũa, ngày 31 tháng 12 năm 1977, sáu sư đoàn Quân đội Nhân dân Việt Nam đánh vào sâu trong đất Campuchia đến tận Neak Luong đến ngày 5 tháng 1 năm 1978 mới rút lui, mang theo một số nhân vật quan trọng bên phía Campuchia, trong đó có cả Thủ tướng tương lai Hun Sen. Cuộc tấn công này được xem là lời "cảnh cáo" Khmer Đỏ. Phía Việt Nam đề nghị một giải pháp ngoại giao nhằm thiết lập một vùng phi quân sự dọc biên giới, nhưng Pol Pot từ chối, và giao tranh tiếp diễn.
Ngày 1 tháng 2 năm 1978, Trung ương Đảng Cộng sản của Pol Pot họp bàn chủ trương chống Việt Nam và quyết định thành lập 15 sư đoàn. Trong nghị quyết của họ có ghi: "Chỉ cần mỗi ngày diệt vài chục, mỗi tháng diệt vài ngàn, mỗi năm diệt vài ba vạn thì có thể đánh 10, 15, đến 20 năm. Thực hiện 1 diệt 30, hy sinh 2 triệu người Campuchia để tiêu diệt 50 triệu người Việt Nam". Pol Pot đã điều 13 trong số 17 sư đoàn chủ lực và một số trung đoàn địa phương liên tục tấn công vào lãnh thổ Việt Nam, có nơi vào sâu tới 15–20 km.
Tháng 01/1978, Khmer Đỏ tấn công và chiếm giữ một phần địa phận các huyện Phú Châu và Bảy Núi tỉnh An Giang. Ngày 19/01/1978, Sư đoàn 330, Quân đội nhân dân Việt Nam,Sư đoàn 330 thuộc Quân khu 9 đánh lớn ở Bảy Núi. Ngày 05/02/1978, quân đội Việt Nam giành thắng lợi lớn ở Khánh An, Khánh Bình (Phú Châu) bằng một trận hiệp đồng binh chủng cấp sư đoàn (bộ binh, không quân, hải quân, tăng thiết giáp, pháo binh) trước sư đoàn 2 (Anh cả Đỏ) của Khmer Đỏ.
Giữa tháng 03/1978, Khmer Đỏ lại huy động lực lượng lớn đánh vào Tây Bắc huyện Phú Châu, Tịnh Biên, bao vây cô lập huyện Bảy Núi.
Trong các đợt tấn công đó, Khmer Đỏ đã thực hiện thảm sát đối với người Việt Nam, một ví dụ là vụ thảm sát Ba Chúc vào tháng 4 năm 1978 với 3157 dân thường bị giết hại.
Từ tháng 12 năm 1977 đến 14 tháng 6 năm 1978, theo số liệu không chính thức từ một nhà nghiên cứu hải ngoại, phía Việt Nam bị thương vong 30.642 bộ đội, trong đó số chết là 6902 người. Hơn 30 vạn người phải tản cư về phía sau, bỏ hoang 6 vạn ha đất sản xuất. Còn theo cuốn "Cuộc chiến tranh bắt buộc" của Đại tá Quân đội Nhân dân Việt Nam Nguyễn Văn Hồng, có thể ước lượng Việt Nam bị thương vong 8.500 bộ đội, trong đó số chết là gần 3.000 người.

### Cuộc tấn công thứ hai
Ngày 13 tháng 12 năm 1978, được Trung Quốc trang bị và hậu thuẫn, Khmer Đỏ đã huy động 10 trong 19 sư đoàn (khoảng 50.000 đến 60.000 quân) tiến công xâm lược Việt Nam trên toàn tuyến biên giới. Ba sư đoàn đánh vào Bến Sỏi với mục tiêu chiếm thị xã Tây Ninh, 2 sư đoàn đánh vào Hồng Ngự (Đồng Tháp), 2 sư đoàn đánh khu vực Bảy Núi (An Giang), 1 sư đoàn đánh Trà Phô, Trà Tiến (Kiên Giang). Tại những vùng chiếm đóng, Khmer Đỏ đã thực hiện sách lược diệt chủng đối với người Việt, như đã làm với người Khmer.
Quân đội Việt Nam đã chống trả quyết liệt và đã kìm chân bước tiến, đồng thời tiêu hao sinh lực của quân Khmer Đỏ. Các hướng tiến quân của Khmer Đỏ bị chặn lại và không thể phát triển được. Ngoại trừ Hà Tiên bị chiếm giữ trong thời gian ngắn, không một thị xã nào của Việt Nam bị chiếm. Theo thống kê từ Việt Nam, từ tháng 6-1977 đến tháng 12-1978, họ đã tiêu diệt 38.563 quân Khmer Đỏ, bắt sống 5.800 lính khác. Theo Tạp chí Time, quân Việt Nam tiến hành các cuộc không kích và giao tranh trên bộ, đánh vào các đơn vị quân Khmer Đỏ dọc biên giới nhằm làm suy yếu quân Khmer Đỏ trước khi quân Việt Nam bắt đầu chiến dịch đã tiêu diệt khoảng 17 ngàn quân Khmer Đỏ.